# He Said, She Said
He Said, She Said és una pel·lícula estatunidenca dirigida per Ken Kwapis i Marisa Silver estrenada el 1991. És la història de la relació entre els periodistes Dan Hanson (Bacon) i Lorie Bryer (Perkins) – des de dues perspectives. La història de l'home va ser dirigida per Ken Kwapis i la de la dona per Marisa Silver. A la vegada, Kwapis i Silver es van embolicar i es van acabar casant després d'estrenar-se la pel·lícula.

## Argument
Dan i Lorie, dos joves periodistes amb poques coses en comú, treballen per a la mateixa empresa periodística. Sovint tenen punts de vista completament divergents sobre les qüestions a tractar. Aquesta explosiva relació fa que un eixerit productor televisiu els concedeixi el seu propi programa (anomenat "He Said, She Said" -ell va dir, ella va dir) per mostrar els seus punts de vista oposats davant de les càmeres. Tanmateix el seu treball diari en comú fa que salti l'espurna de l'amor, fet que afectarà negativament l'audiència del programa.

## Repartiment
- Kevin Bacon: Dan Hanson
- Elizabeth Perkins: Lorie Bryer
- Nathan Lane: Wally Thurman
- Anthony LaPaglia: Mark
- Sharon Stone: Linda Metzger
- Stanley Anderson: Bill Weller
- Charlayne Woodard: Cindy
- Danton Stone: Eric
- Phil Leeds: M. Spepk
- Rita Karin: Sra. Spepk
- Paul Butler: Al
- Erika Alexander: Rita, la filla d'Al
- Ashley Gardner: Susan
- Michael Harris: Adam
- Damien Leake: Ray, el director tècnic

## Crítica
En el llibre de 2001Spreading misandry, els autors Paul Nathanson i Katherine K. Young subratllen la pel·lícula com a exemple de fanatisme misàndric- contra els homes- en la cultura popular estatunidenca. Escriuen que la pel·lícula conté punts de vista estereotipats d'homes i dones com ara: "Pensava que a totes les dones els encanten els casaments" i "Tots els homes són completament iguals". Sostenen que, al final de la pel·lícula, Lorie sembla deixar menys el seu estil de vida previ comparat amb Dan, cosa que vol dir que la pel·lícula conclou "que els homes necessiten les dones més del que les dones necessiten els homes".